# Jacomina van den Berg
Jacomina Elisabeth Sophia van den Berg, detta Mien (L'Aia, 28 dicembre 1909 – L'Aia, 14 novembre 1996), è stata una ginnasta olandese.

## Palmarès

### Olimpiadi
- 1 medaglia:
  - 1 oro (Amsterdam 1928 nel concorso a squadre)